# Équipe de Belgique masculine de relais 4 × 100 mètres
L'équipe de Belgique masculine de relais 4 × 100 mètres, représente la Belgique dans le relais 4 × 100 mètres masculin lors des compétitions d'athlétisme.

## Histoire
En 1997, lors de la finale de la Première division de la Coupe d'Europe des nations d'athlétisme à Dublin, Patrick Stevens, Erik Wijmeersch, Gaëtan Bernard et Sven Pieters terminent à la 3e place mais sont ensuite disqualifiés pour un passage de témon irrégulier.
En 1998, Jonathan N'Senga, Erik Wijmeersch, Sven Pieters et Patrick Stevens battent le record de Belgique en 
39 s 71 à Malmö. L'année suivante, la même équipe bat de nouveau le record en 39 s 48 à Lahti,.
En 2001, lors des Championnats du monde d'athlétisme à Edmonton, Nathan Bongelo, Anthony Ferro, Kevin Rans et Erik Wymeersch établissent un nouveau record de Belgique de la discipline en 39 s 22. Deux ans plus tard, lors de l'édition suivante, Nathan Bongelo, Anthony Ferro, Kristof Beyens et Xavier Debaerdemaker battent à nouveau ce record en 39 s 05.
En 2013, aux Jeux de la Francophonie lors desquels la Belgique est représentée sous l'appellation de la Communauté française de Belgique, une équipe composée de Damien Broothaerts, Kévin Borlée, Jonathan Borlée et Julien Watrin remporte la médaille de bronze.